# Rahmenwerkzeug
Als Spezialwerkzeug oder Rahmenwerkzeug bezeichnet man Werkzeuge, die speziell für Arbeiten am Fahrradrahmen hergestellt werden.
Ein als „Campa-Koffer“ bekannt gewordener Koffer mit diesen und anderen Fahrradwerkzeugen wurde erstmals von der Firma Campagnolo angeboten, heute gibt es auch preiswerte Alternativen.

## Grundlagen
Die Arbeit mit diesen Werkzeugen verlangt Fingerspitzengefühl und Erfahrung. Sehr schnell hat man bei falscher Handhabung den Rahmen zerstört. Teure Rennräder sollten vor der Endmontage an Tretlager, Gabelkonus und Steuerrohr plangefräst werden, wenn Lackreste vorhanden sind, ist eine korrekte Montage der Lager meist unmöglich. Beim Fräsen und Nachschneiden der Gewinde muss Schneideöl verwendet werden.
Die Arbeiten, die mit diesem Spezialwerkzeugen ausgeführt werden, sind teilweise mit herkömmlichem Werkzeug möglich, allerdings besteht dann eine höhere Verletzungsgefahr, die Montage gelingt weniger exakt.

## Steuersatz

### Gabelkonusabschläger
Dieser Abschläger entfernt den Gabelkonus, welcher kraftschlüssig auf der Gabel sitzt. Beim Abschlagen mit einem Durchschläger verkantet der Konus und beschädigt den Sitz der Gabel. Das Werkzeug ist für Konen der Größe 1", 1 1/4" und 1 1/8" gleichzeitig geeignet. Die Gabelkrone darf maximal 32 mm dick sein.
Zum Abschlagen des Konus wird die Gabel in einen Schraubstock gespannt. Um ein Abrutschen der Gabel zu verhindern, ist es besser, sie waagerecht einzuspannen.

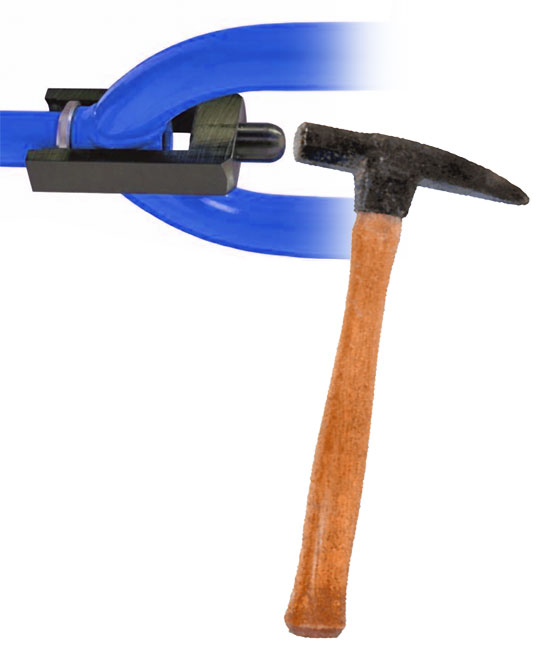
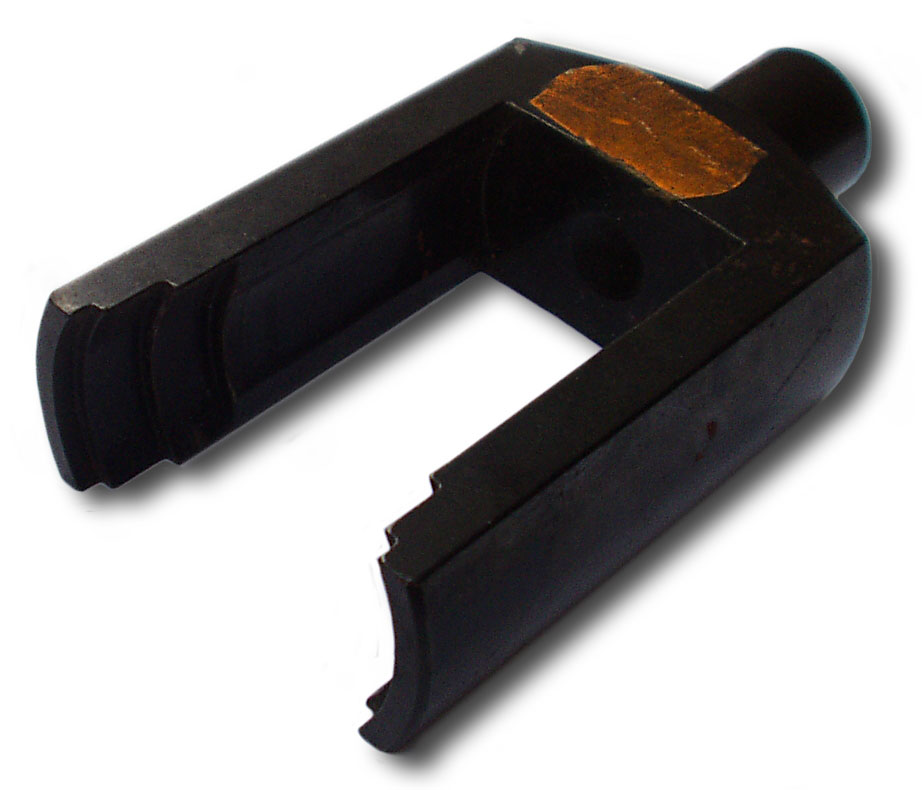

### Gabelkonusfräser
Dieses Fräswerkzeug wird eingesetzt, wenn aufgrund fehlerhafter Demontage oder Neulackierung ein sicherer Sitz des Gabelkonus nicht mehr gewährleistet ist. Werden Lackreste an der Gabel belassen, setzt sich der Konus im Betrieb innerhalb kurzer Zeit, der Steuersatz muss ständig nachgestellt werden.

### Steuersatzfräser
Für den Sitz des Steuersatzes gilt das Gleiche wie für den Gabelkonus. An Neurädern finden sich häufig Lackreste, die eine korrekte Montage des Steuersatzes unmöglich machen.

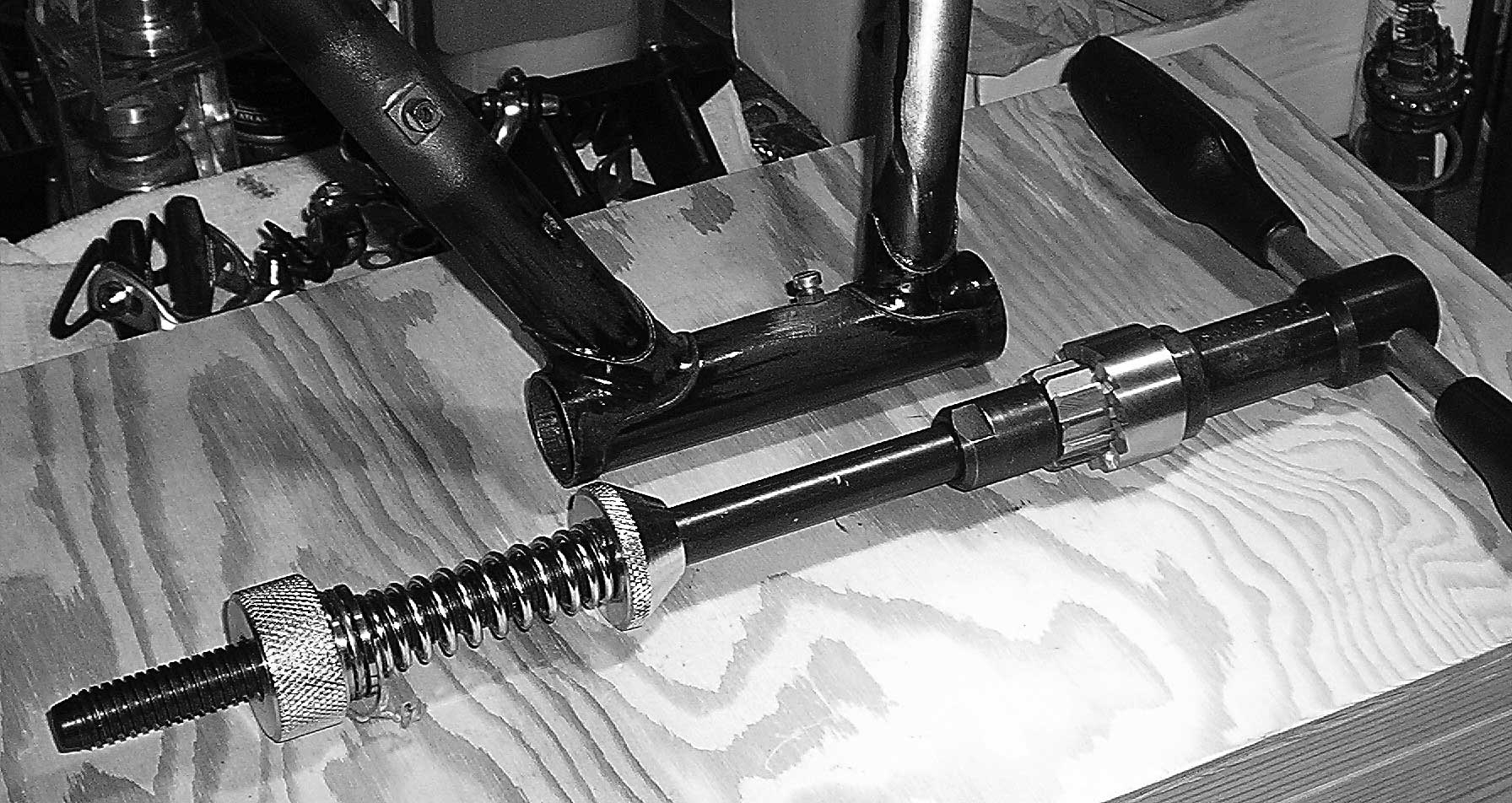
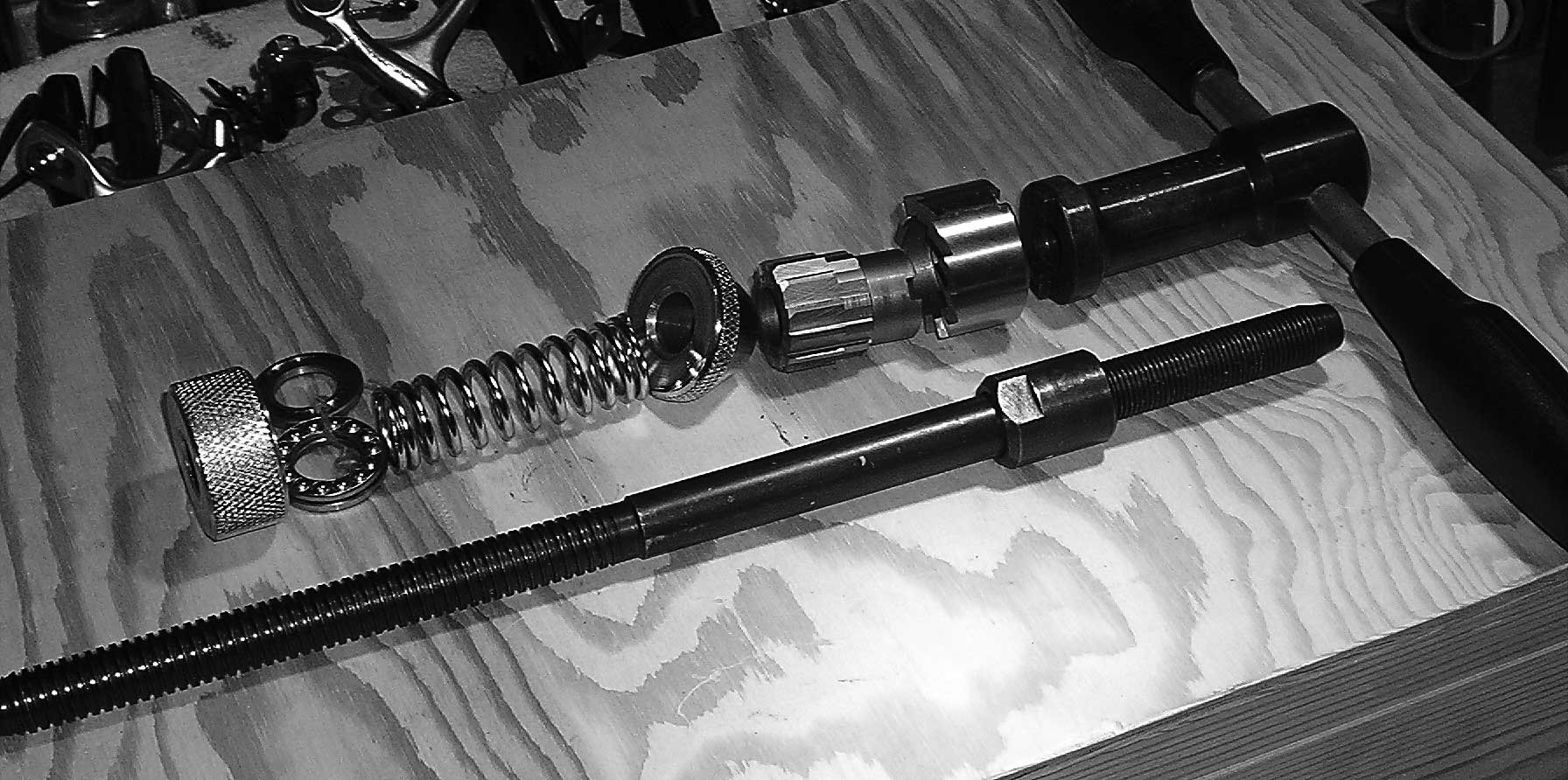

### Gabelkonusaufschläger
Mit diesem Aufschläger werden Gabelkonen sauber aufgeschlagen. Dies gelingt nur, wenn bei einer neuen Gabel der Sitz vorher plangefräst wurde. Das Aufschlagen erfolgt mit der Hand, das relativ hohe Gewicht dieses Werkzeugs macht dies möglich.

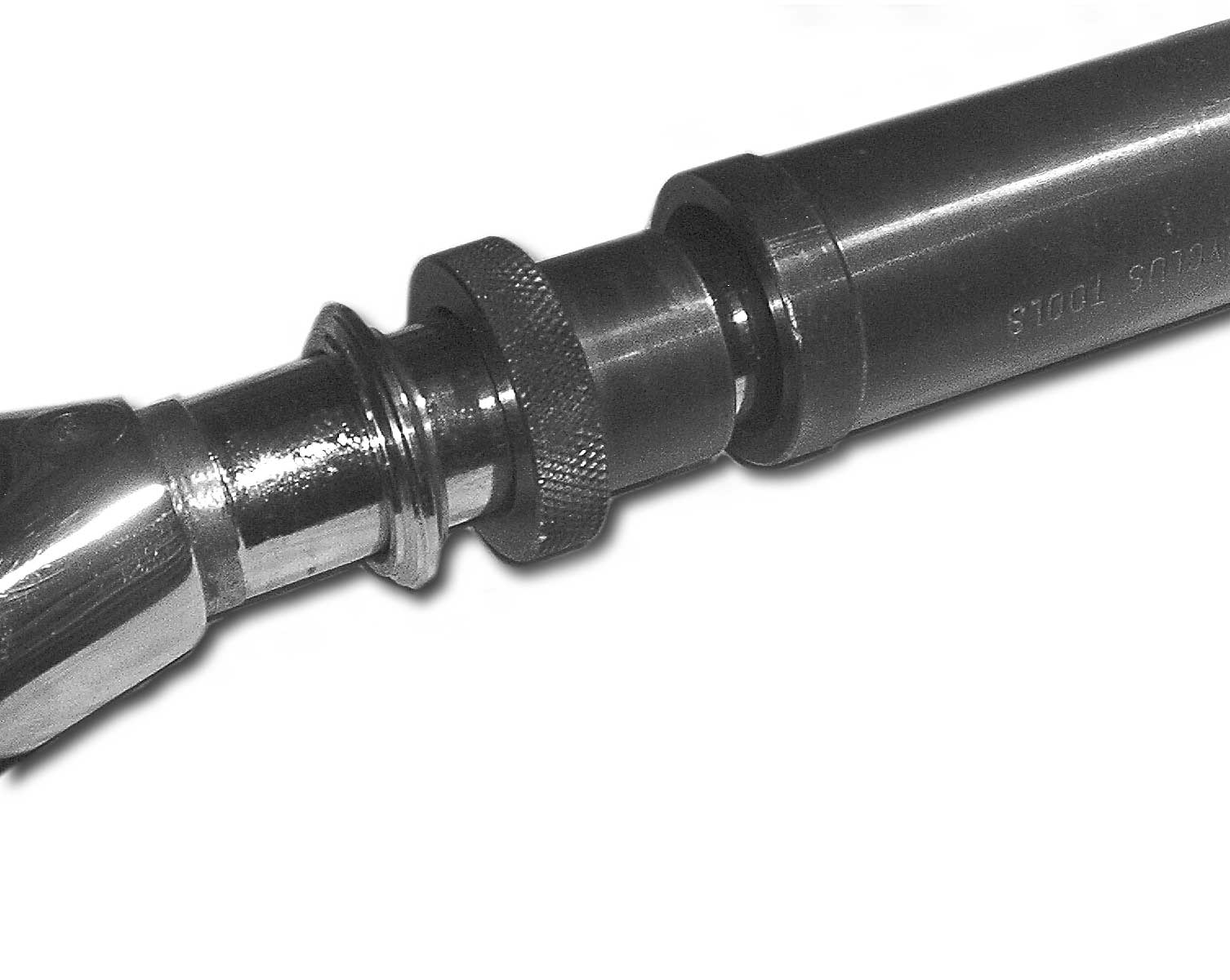
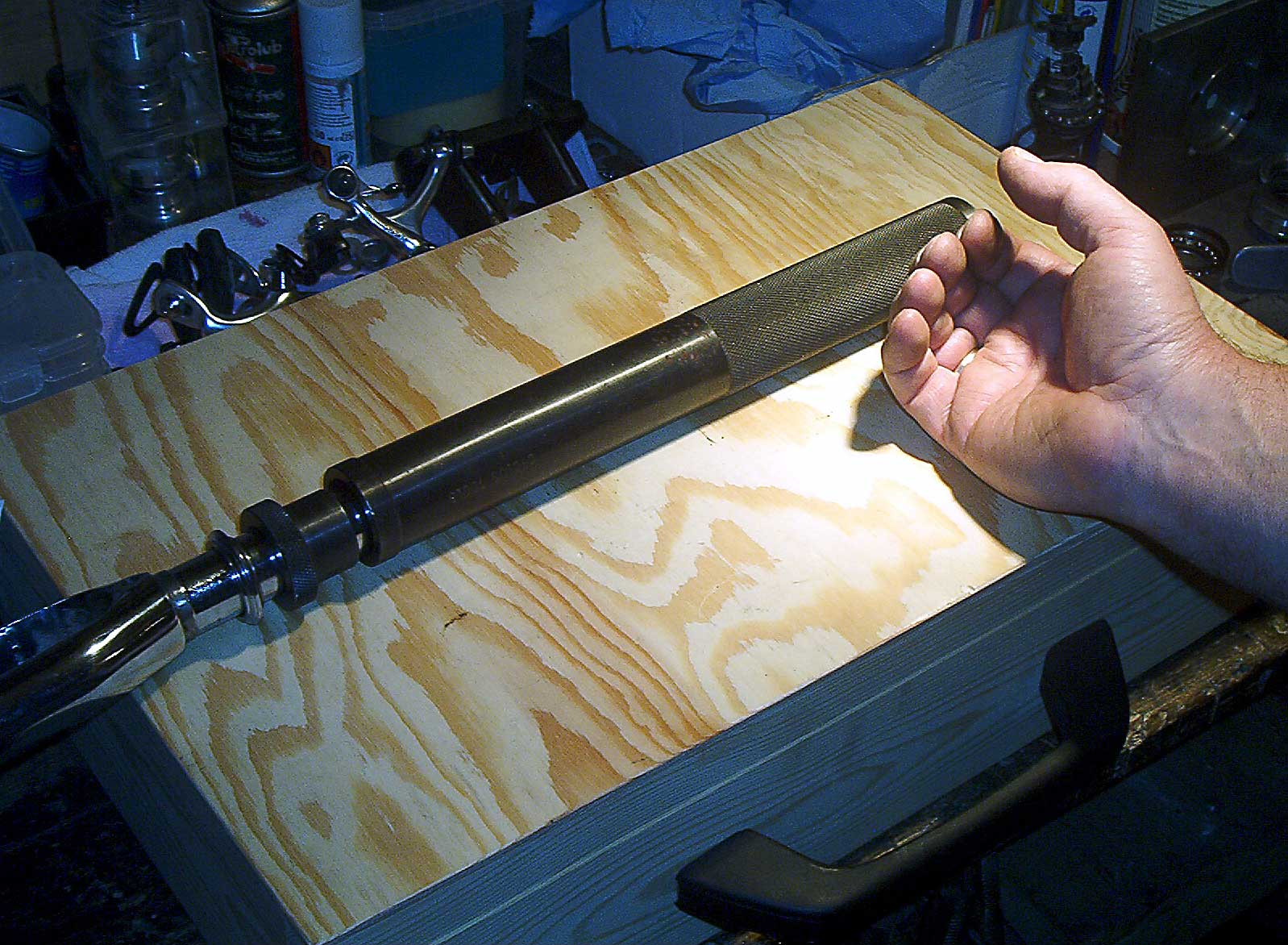

### Austreiber für Steuersatzschalen
Die Demontage der Steuersatzschalen ist auch behelfsmäßig mit Hammer und Schraubenzieher möglich, dabei ist das Verletzungsrisiko hoch, man riskiert außerdem ein Verkanten der Lagerschalen und damit die Beschädigung des Rahmens. Der Austreiber garantiert eine schnelle und saubere Demontage der Lagerschalen.

### Steuersatz-Einpresswerkzeug
Behelfsweise kann man den Steuersatz mit Schraubstock oder der Gabel einpressen, ein genaues Ergebnis erhält man nur mit dem Einpresswerkzeug.

## Tretlager

### Planfräser Tretlager
Die Tretlagerschalen werden heute üblicherweise eingeschraubt. Wenn am Rahmen Lackreste oder sonstige Ungenauigkeiten existieren, kann man das Innenlager nicht fachgerecht montieren, da sich die Lager bei Belastung setzen können. Aus diesem Grund werden sie bei hochwertigen Rädern plangefräst. Das Werkzeug wird mit der Fräserseite eingeführt und auf der Gegenseite mit einem Kegel und einer Feder fixiert. Die Federspannung darf dabei gerade so groß sein, dass der Fräser angedrückt wird, der Verzicht auf Schneideöl oder zu hohe Federspannung bringt „Rubbeln“ des Fräsers und ein unsauberes Ergebnis.

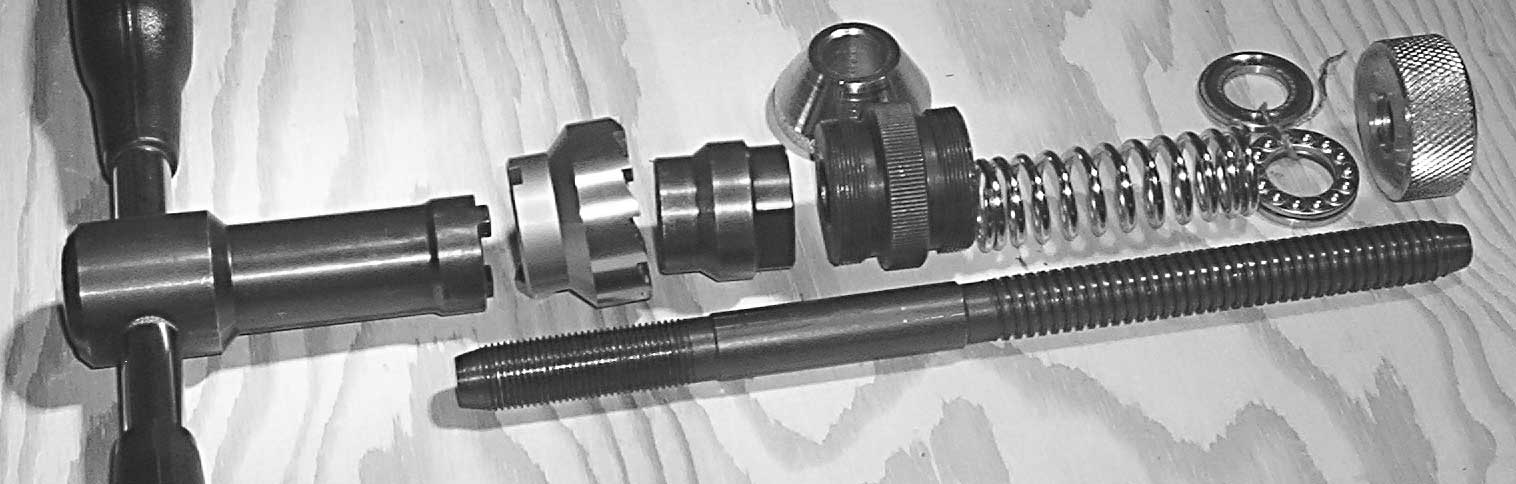
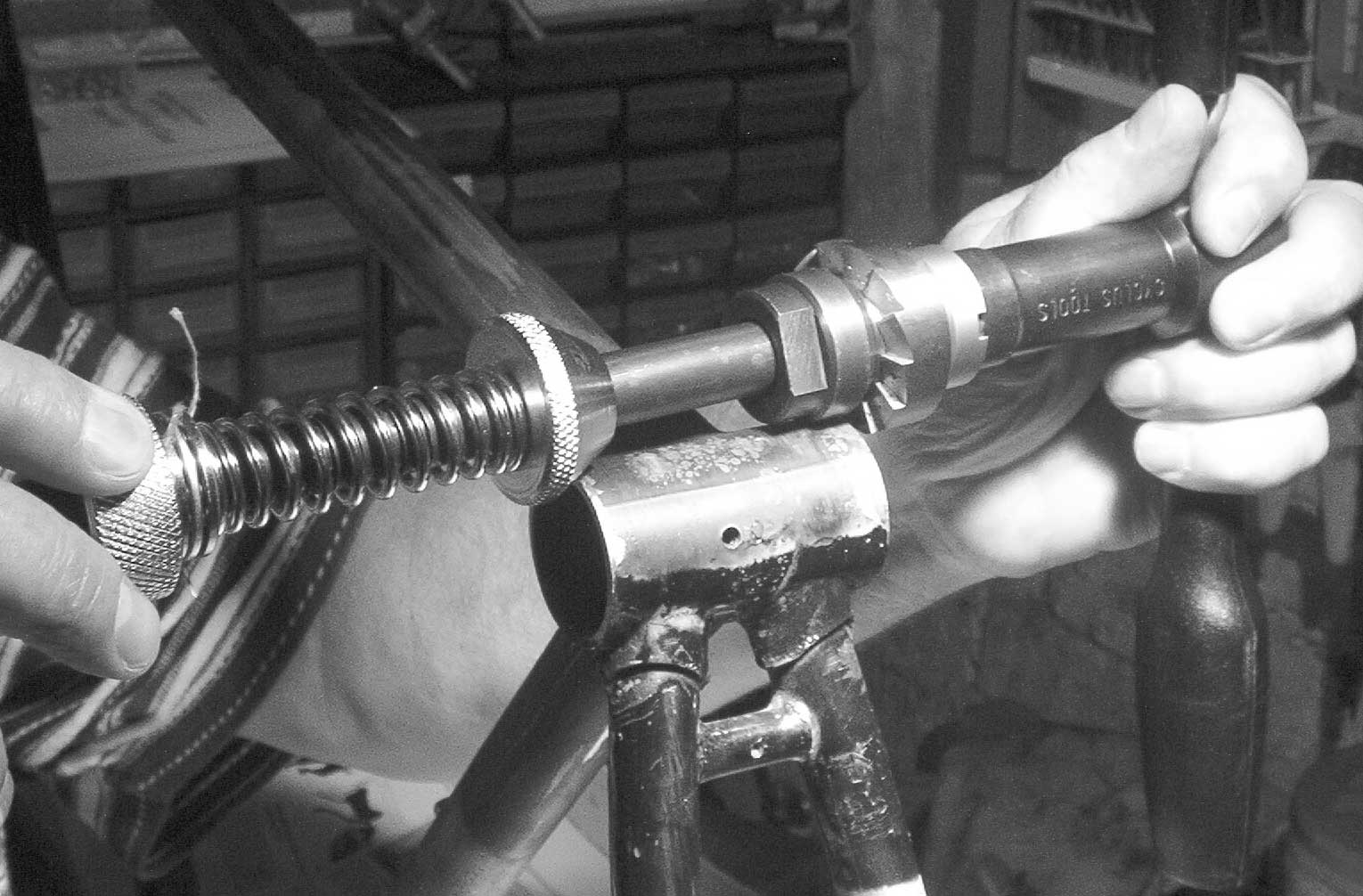
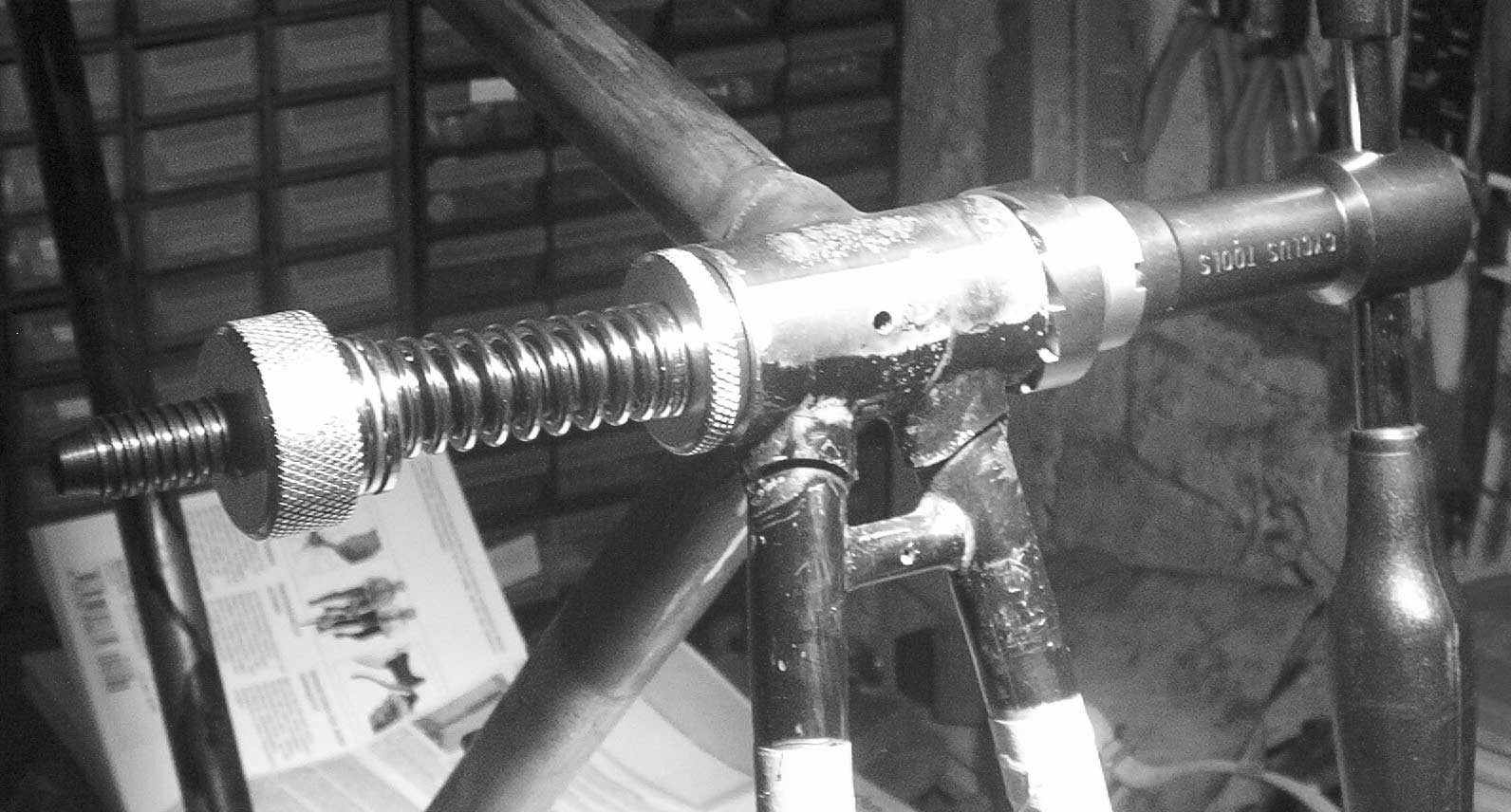

### Gewindebohrer Tretlager
Nach einer Neulackierung oder nicht fachgerechtem Einbau der Tretlagerschalen kann ein Nachschneiden der Gewinde des Tretlagers erforderlich sein.
Die Gewindebohrer müssen immer beidseitig angesetzt werden, ihr Einsatz garantiert die Erzeugung einer optimalen Koaxialität der Gewinde im Rahmen. Ist diese nicht gegeben, laufen die Innenlager schwer und verschleißen frühzeitig.

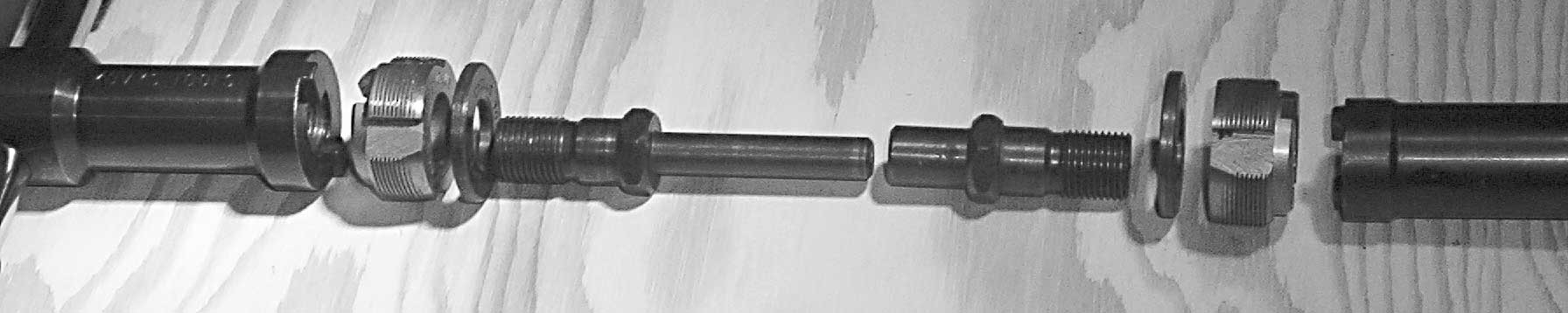
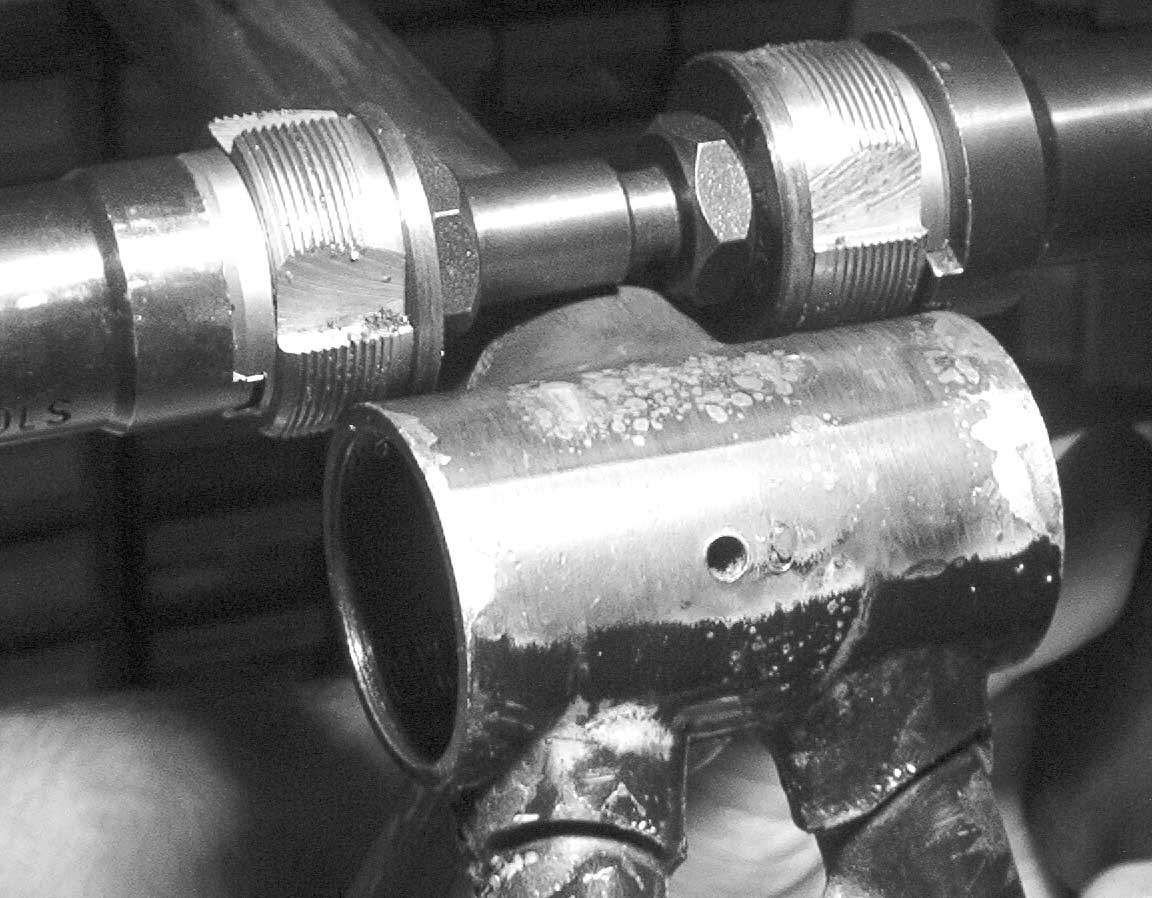
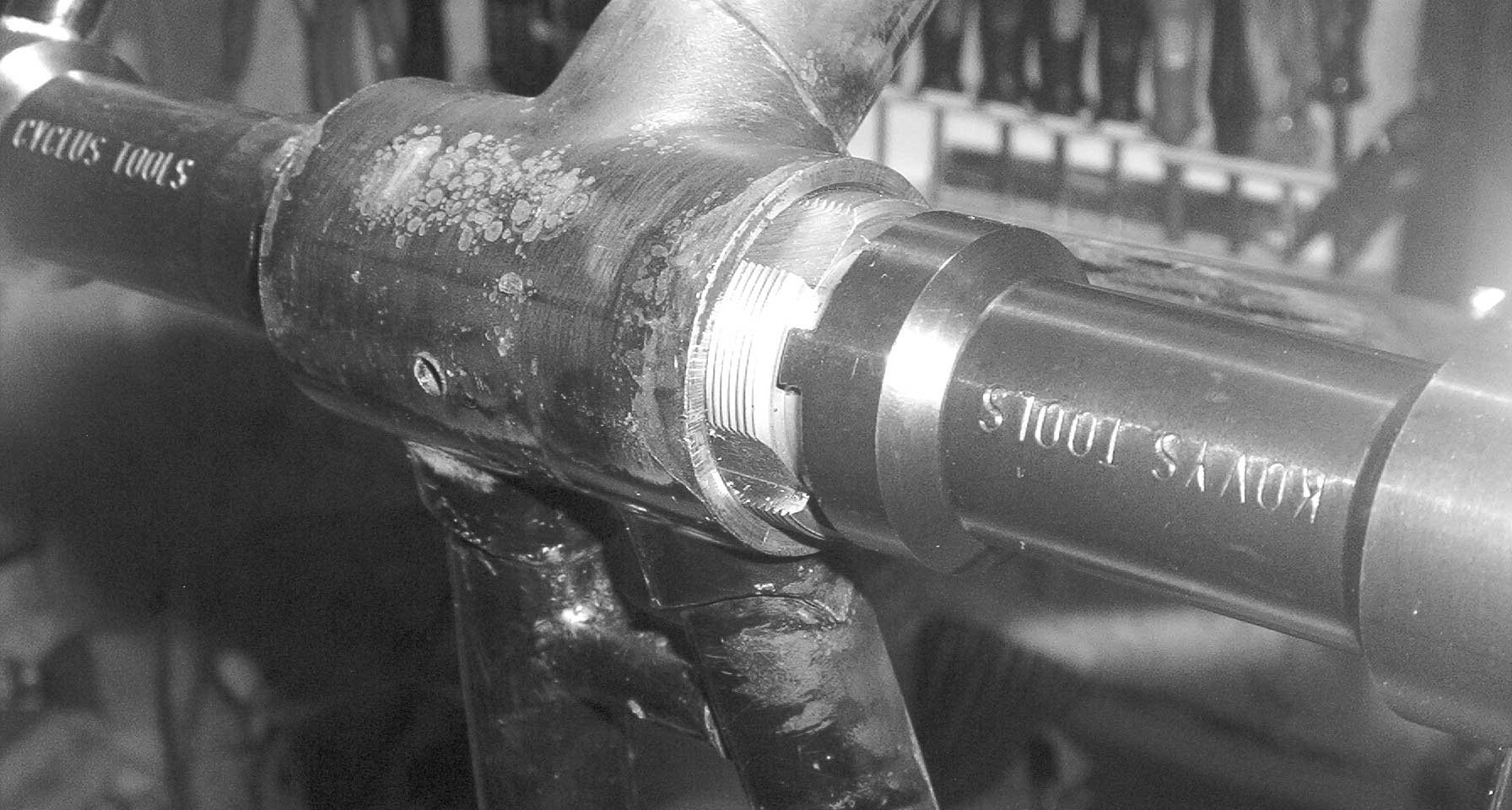

### Kontrolllehre für Schaltungsauge
Ist das Schaltungsauge nur leicht verbogen, kann man die Kettenschaltung nicht mehr exakt einstellen. Eine behelfsmäßige Ausrichtung kann man durch das Einschrauben eines Vorderrades in das Schaltungsauge erreichen, mit dem Spezialwerkzeug kann das Schaltungsauge sehr genau gerichtet werden.

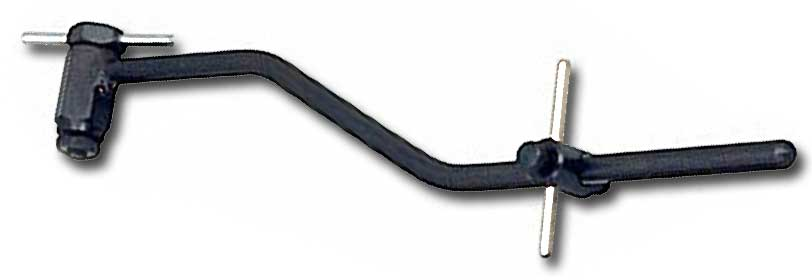

### Kontrolllehre für Ausfallenden
Die glockenförmigen Kontrolllehren werden in die Ausfallenden eingeschraubt und ermöglichen das planparallele Richten der Ausfallenden, was für eine korrekte Funktion des Schaltwerks wichtig ist.